# Kompleks skoczni narciarskich w Niżnym Nowogrodzie
Kompleks skoczni narciarskich w Niżnym Nowogrodzie w Rosji, składający się ze skoczni K110 oraz 5 innych skoczni narciarskich o punktach konstrukcyjnych: K80, K55, K30, K15 oraz K10, powstał nad brzegiem Wołgi w 1958 roku. Rekordzistą skoczni K110 był rosyjski skoczek Dmitrij Wasiljew, który w 2006 roku zdołał tu osiągnąć odległość 124 metrów podczas krajowych zawodów rosyjskich. Skocznia miała jedynie znaczenie lokalne. Nie organizowano tutaj żadnych konkursów Pucharu Świata czy nawet Pucharu Kontynentalnego, natomiast była często organizatorem krajowych mistrzostw. W igelit wyposażona była jedynie skocznia normalna – K80, reszta obiektów wykorzystywana była jedynie zimą, do czasu wyłączenia z eksploatacji z uwagi na zły stan techniczny. 
Planowana modernizacja kompleksu, przewidująca zastąpienie 2 najwyższych skoczni konstrukcjami o K125 i K95, do tej pory nie została rozpoczęta.